# RY Sagittarii
RY Sagittarii (RY Sgr / HD 180093 / HR 7296) és el nom d'un estel variable de la constel·lació de Sagitari. Està situada pocs graus al nord del límit de la constel·lació amb Corona Austral i habitualment la seva magnitud és +7,2. Es troba a uns .6000 anys llum de distància del Sistema Solar.
RY Sagittarii és una supergeganta groga i estel variable R Coronae Borealis la lluentor de la qual presenta abruptes caigudes fins a magnitud +14 cada dos anys aproximadament. Aquests episodis d'enfosquiment es deuen a l'expulsió de pols de carboni des de la superfície estel·lar. L'estel queda submergit en el seu propi material fins que a poc a poc es dissipa. Això explica les ràpides caigudes i les recuperacions lentes en la lluentor. És el segon estel més brillant dins d'aquesta classe de variables.
L'estudi detallat de la corba de llum de RY Sagittarii mostra una oscil·lació secundària en la magnitud, de tipus cefeida, quan l'estel es troba amb lluentor màxima. El període d'oscil·lació és de 39 dies i l'amplitud de 0,5 magnituds. Estudis recents suggereixen que aquest període de pulsació pot estar disminuint, bé degut a la ràpida evolució de l'estel en la fase de post-gegant, o per una pèrdua substancial de massa.
Va ser descoberta per Jacobus Kapteyn en 1895.